# 野口寿浩
野口 寿浩（のぐち としひろ、1971年6月24日 - ）は、千葉県習志野市出身の元プロ野球選手（捕手）、野球指導者。右投右打。野球解説者。PAMSとマネジメント契約を結んでいる。

## 経歴

### プロ入り前
習志野高時代はチームとしては1年夏に甲子園出場もメンバー外。3年春は県大会準優勝で関東大会ベスト8。夏は千葉大会準決勝で押尾健一を擁する成東高に敗れ、ベスト4。高校通算11本塁打。高校の2学年後輩には花島寛己がいた。
石井好博監督と当時ヤクルトスワローズのスカウトだった安田猛が、早稲田大学野球部の先輩後輩の関係であり、ヤクルト入団意思が固いと他球団は手を引き、1989年オフにドラフト外でヤクルトスワローズに入団。

### ヤクルト時代
1年目はドラフト外の高卒ルーキーながら、二軍で59試合に出場し、.292、0HR、23打点を記録するなど、いきなりレギュラーに定着する。
2年目の1991年は、二軍で75試合に出場するなど、完全にレギュラーに定着するが、.210、0HR、13打点と打撃は低迷した。消化試合で一軍登録されて途中出場でデビューを果たすが、出場はこの1試合だけだった。
1992年は、二軍で85試合に出場し、初めて規定打席に到達するが、打撃成績は.227、1HR、24打点にとどまり、イースタンリーグの打撃ランキングは最下位であった。一軍はリーグ優勝を果たしたが、正捕手の古田敦也が全試合に出場して活躍したため、野口の一軍昇格はなかった。
1993年は、二軍で96試合に出場し、.256、5HR、46打点と打撃に改善が見られるなど、着実に成長を続けていた。しかし、一軍では古田敦也が全試合に出場してMVPを獲得する活躍をしていたため、やはり一軍昇格はなかった。
1994年開幕直後、古田敦也が故障で長期欠場したため、これを機に一軍定着を果たす。その後は、控え捕手として一軍に帯同する立場だった。6月8日の対読売ジャイアンツ戦（明治神宮野球場）では1-1の同点の延長10回二死一、二塁の打席で水野雄仁からサヨナラ安打を放った。
当時の野村克也監督にリード面などを叩き込まれ、自身も毎日試合後に野村が行うミーティングでの講義を熱心に聴き、右腕が痛くなる程ノートに写すなど積極的にその技術を取り込もうとした。
1997年は16試合の出場に終わった。出場機会を訴えて球団にトレードを志願するも、他に控えが育っておらず慰留されている。

### 日本ハム時代
1998年は捕手力不足解消が課題となっていた日本ハムファイターズからの城石憲之との交換トレードの申し出に対し、プロ野球脱税事件で宮本慎也が出場停止となっていたヤクルト球団がトレードに応じ、4月6日に日本ハムへ移籍。日本ハムは当時、正捕手の田口昌徳が左膝靭帯を損傷したこともあり、監督の上田利治から高い信頼を受けて5月初旬から正捕手として起用され、監督推薦でオールスターにも初選出された。打撃面では打率2割3分台と確実性を欠いたものの109試合に出場した。
なお、このトレードは野口の能力を高く評価していた日本ハムの落合博満が、ヤクルト監督の野村に直訴して成立したものであった。
1999年は正捕手として130試合に出場し初の規定打席に到達。5月19日の対福岡ダイエーホークス戦（東京ドーム）では2-2の同点の延長10回二死二塁の打席で山田勉から自身2度目のサヨナラ安打を放つ。
2000年シーズンはチームが優勝争いする中、日本ハムの捕手の規定打席到者としては最高となる打率.298を残し（シーズン安打数も球団歴代捕手トップ）、「ビッグバン打線の恐怖の8番」と言われ、自己最多の134試合に出場して2年連続で規定打席に到達した。この年は、シーズン残り2試合を残して打率.300であったが、残り2試合にフル出場した結果、3割を逃すことになった。同年は松井稼頭央と同数のリーグ最多三塁打（11本）を放ち、得点圏打率もリーグトップ、盗塁阻止率は.423を記録した。4月23日の対西武ライオンズ戦（東京ドーム）では6-6の同点の延長10回二死無走者の打席で森慎二から自身初のサヨナラ本塁打を放った。2度目のオールスターゲーム出場を果たした。
2001年は野口もチームも開幕から低空飛行を続け、後半には實松一成の育成を優先するチーム方針によりポジションを奪われる。8月17日の対オリックス・ブルーウェーブ戦（東京ドーム）では5-5の同点の9回二死一、二塁の打席で戸叶尚からサヨナラ安打を放つが、シーズンでは99試合の出場で打率.229の打撃不調に終わり、3年ぶりに規定打席を満たせなかった。
2002年は捕手登録ながら開幕から外野で出場していたが、實松の不振によりすぐ捕手に戻った。5月27日の対オリックス戦（東京ドーム）で8回にユウキから満塁本塁打を放ち、この年は103試合に出場したが前年と変わらず成績不振に終わった。シーズンオフ、坪井智哉との交換トレードで星野仙一が監督を務める阪神タイガースへ移籍した。

### 阪神時代
2003年は前年の故障から復活した矢野輝弘が正捕手として活躍したため2番手捕手として活躍。矢野の離脱時にはスタメンで出場するなどバックアップし、出場機会は前年より減ったものの59試合に出場してリーグ優勝に貢献した。
2004年は新たに監督に就任した岡田彰布が矢野で捕手を一本化したため出場機会はさらに減少し、24試合の出場に終わった。だが10月4日対広島戦ではスタメン出場すると井川慶とバッテリーを組んでノーヒットノーランをアシストした。オフにFA権を行使したが、阪神と2年契約を結んでの残留となった。
2005年も正捕手の矢野が好調だったために18試合の出場に留まった。
2006年は16試合の出場に留まった。
2007年は若手の狩野恵輔と新人の清水誉に押し出される形で開幕二軍スタートとなった。5月に一軍へ昇格し、セ・パ交流戦時に故障した矢野と狩野の穴を埋める活躍をした。矢野の復帰後は、二軍でコンビを組んでいた上園啓史が先発する試合を中心にスタメン出場を果たした。打撃好調で36試合の出場で規定打席不足ながら打率.351、出塁率.398を記録した。
2008年は前半戦は上園、岩田稔、ライアン・ボーグルソンらが先発する試合でスタメン出場し、矢野が北京五輪代表として離脱中は正捕手を務めたが、矢野の復帰後は出場機会がやはり減少し、同年に再取得したFA権を行使し、相川亮二のFA移籍に伴い捕手の補強を目指していた横浜ベイスターズが獲得の意思を表明。プロ生活の最後を故郷の関東で過ごしたかったことと合致し、12月4日に2年契約で合意。

### 横浜時代
2009年はキャンプ終盤に右肩の腱を断裂し、それを隠したままシーズンインとなった。開幕戦こそスタメン出場だったが、新人の細山田武史が正捕手に抜擢され、野口は4月後半には控えに回ることとなった。開幕からしばらく野口、細山田、齊藤俊雄の捕手3人制が採られていたが、野口は5月14日に二軍落ちとなり、以降一軍再昇格はならないままシーズンを終えた。二軍では代打や指名打者での出場が多く、捕手としては17試合に出場したのみであった。結局この年の一軍出場は17試合のみに終わった。
2010年はロッテから橋本将も加入すると若手の武山真吾も起用され開幕戦は選手登録を外れ二軍スタートとなった。6月18日には一軍に上がったが代打起用のみ（2打数無安打）。この年もチームが早い段階で最下位を独走すると若手選手が多く起用されたため一度もマスクを被ることなく7月17日には出場選手登録を抹消。9月15日に球団より来季構想に入っていないと通告され、10月4日には正式に戦力外通告を受けた。11月10日に12球団合同トライアウト1回目に参加したが、獲得する球団はなく現役引退を決めた。

### 引退後
東京都内で子供向けの野球教室を運営し、ヘッドコーチを務めた（ヤクルトのコーチに就任した2017年1月に運営権を譲渡）。
2012年からは『J SPORTS』のメジャーリーグ中継で解説を務めている。2016年には現役時代の横浜（現DeNA）や阪神との縁から、BS-TBS／TBSチャンネル・Tigers-ai・サンテレビにも出演することが多かった。
2017年からヤクルト二軍バッテリーコーチに就任。2018年シーズンは1軍バッテリーコーチを務めたが10月15日に来季の契約を締結しない旨を通達された。
ヤクルト退団後の2019年は再びサンテレビ・Tigers-ai・J SPORTSの野球解説者に復帰している。

## 選手としての特徴
トップクラスの強肩と捕球技術を誇り、巧みなリードに定評がある捕手。勝負強い打撃と俊足も魅力であり、日本ハム時代にはリーグ最多三塁打を記録している。打者としては黒木知宏との相性が良く、黒木曰く「（野口さんには）何を投げても完璧に打たれた」という。
日本ハム時代は正捕手として活躍したが、ヤクルトや阪神での役割から「二番手の天才」､「最強の二番手捕手」と称された。
阪神では星野仙一監督初年度となる2002年に、正捕手・矢野の骨折による長期離脱により、チーム成績が下降線を辿った経緯があったことから、野口のようにレギュラー経験のある捕手の獲得が課題であった。星野は「矢野と同じぐらいの力を持つ捕手はいざと言う時に効く。（金本知憲、伊良部秀輝ら有力選手を獲得した中で）野口が一番の補強」と語っている。

## 人物
愛称は「ノグ」、「ぐっさん」、「ジョージ（歌手・タレントの所ジョージに声や雰囲気が似ていることから）」。
カラオケの18番は德永英明の「壊れかけのRadio」。
現役時代にバッテリーを組んで「特に凄かった」という投手に伊藤智仁（スライダーと制球力）、岡林洋一（制球力）、藤川球児（火の玉ストレート）、井川慶（少ない球種で勝てる）らを挙げている。また、捕手として対戦した打者は落合博満（どのコースでもバットが出てくる）、打者として対戦した投手では松坂大輔と宣銅烈（高めのコースのストレート）を挙げている。

## 詳細情報

### 年度別打撃成績
| 年 度     | 球 団     | 試 合 | 打 席 | 打 数 | 得 点 | 安 打 | 二 塁 打 | 三 塁 打 | 本 塁 打 | 塁 打 | 打 点 | 盗 塁 | 盗 塁 死 | 犠 打 | 犠 飛 | 四 球 | 敬 遠 | 死 球 | 三 振 | 併 殺 打 | 打 率 | 出 塁 率 | 長 打 率 | O P S |
| --------- | --------- | ----- | ----- | ----- | ----- | ----- | -------- | -------- | -------- | ----- | ----- | ----- | -------- | ----- | ----- | ----- | ----- | ----- | ----- | -------- | ----- | -------- | -------- | ----- |
| 1991      | ヤクルト  | 1     | 0     | 0     | 0     | 0     | 0        | 0        | 0        | 0     | 0     | 0     | 0        | 0     | 0     | 0     | 0     | 0     | 0     | 0        | ----  | ----     | ----     | ----  |
| 1994      | ヤクルト  | 63    | 156   | 141   | 8     | 38    | 5        | 1        | 0        | 45    | 10    | 3     | 1        | 3     | 1     | 9     | 1     | 2     | 25    | 4        | .270  | .320     | .319     | .639  |
| 1995      | ヤクルト  | 18    | 9     | 9     | 3     | 2     | 1        | 0        | 1        | 6     | 5     | 0     | 0        | 0     | 0     | 0     | 0     | 0     | 2     | 0        | .222  | .222     | .667     | .889  |
| 1996      | ヤクルト  | 11    | 29    | 25    | 1     | 4     | 1        | 0        | 0        | 5     | 1     | 0     | 1        | 0     | 1     | 3     | 0     | 0     | 8     | 2        | .160  | .241     | .200     | .441  |
| 1997      | ヤクルト  | 16    | 9     | 9     | 3     | 3     | 2        | 0        | 0        | 5     | 2     | 2     | 0        | 0     | 0     | 0     | 0     | 0     | 3     | 0        | .333  | .333     | .556     | .889  |
| 1998      | 日本ハム  | 109   | 312   | 268   | 37    | 63    | 14       | 3        | 10       | 113   | 34    | 6     | 3        | 15    | 5     | 21    | 0     | 3     | 61    | 3        | .235  | .293     | .422     | .715  |
| 1999      | 日本ハム  | 130   | 420   | 391   | 33    | 94    | 22       | 1        | 7        | 139   | 46    | 5     | 4        | 11    | 2     | 13    | 2     | 3     | 75    | 11       | .240  | .269     | .355     | .624  |
| 2000      | 日本ハム  | 134   | 510   | 459   | 54    | 137   | 31       | 11       | 9        | 217   | 76    | 5     | 6        | 17    | 5     | 28    | 3     | 1     | 57    | 12       | .298  | .337     | .473     | .809  |
| 2001      | 日本ハム  | 99    | 298   | 275   | 20    | 63    | 13       | 2        | 6        | 98    | 36    | 2     | 3        | 6     | 1     | 14    | 0     | 2     | 46    | 5        | .229  | .271     | .356     | .627  |
| 2002      | 日本ハム  | 103   | 320   | 291   | 28    | 66    | 9        | 2        | 5        | 94    | 31    | 3     | 1        | 9     | 4     | 14    | 2     | 2     | 65    | 4        | .227  | .264     | .323     | .587  |
| 2003      | 阪神      | 59    | 116   | 107   | 9     | 29    | 4        | 3        | 1        | 42    | 5     | 1     | 0        | 1     | 1     | 5     | 0     | 2     | 29    | 2        | .271  | .313     | .393     | .706  |
| 2004      | 阪神      | 24    | 34    | 31    | 2     | 7     | 0        | 0        | 0        | 7     | 2     | 2     | 0        | 0     | 1     | 2     | 0     | 0     | 8     | 0        | .226  | .265     | .226     | .491  |
| 2005      | 阪神      | 18    | 32    | 31    | 2     | 5     | 2        | 0        | 0        | 7     | 1     | 0     | 0        | 0     | 0     | 1     | 0     | 0     | 11    | 0        | .161  | .188     | .226     | .413  |
| 2006      | 阪神      | 16    | 21    | 20    | 1     | 3     | 0        | 0        | 0        | 3     | 0     | 0     | 0        | 0     | 0     | 0     | 0     | 1     | 4     | 2        | .150  | .190     | .150     | .340  |
| 2007      | 阪神      | 36    | 106   | 94    | 13    | 33    | 9        | 1        | 2        | 50    | 11    | 1     | 1        | 3     | 1     | 5     | 1     | 3     | 24    | 1        | .351  | .398     | .532     | .930  |
| 2008      | 阪神      | 55    | 167   | 141   | 10    | 27    | 5        | 0        | 1        | 35    | 9     | 0     | 1        | 7     | 1     | 16    | 0     | 2     | 35    | 4        | .191  | .281     | .248     | .529  |
| 2009      | 横浜      | 17    | 44    | 38    | 4     | 8     | 2        | 1        | 0        | 12    | 3     | 0     | 0        | 2     | 0     | 4     | 0     | 0     | 13    | 1        | .211  | .286     | .316     | .602  |
| 2010      | 横浜      | 2     | 2     | 2     | 0     | 0     | 0        | 0        | 0        | 0     | 0     | 0     | 0        | 0     | 0     | 0     | 0     | 0     | 1     | 0        | .000  | .000     | .000     | .000  |
| NPB：18年 | NPB：18年 | 911   | 2585  | 2332  | 228   | 582   | 120      | 25       | 42       | 878   | 272   | 30    | 21       | 74    | 23    | 135   | 9     | 21    | 467   | 51       | .250  | .294     | .377     | .671  |

- 各年度の太字はリーグ最高

### 年度別守備成績
| 年 度 | 球 団    | 捕手  | 捕手  | 捕手  | 捕手  | 捕手  | 捕手  | 捕手     | 捕手     | 捕手     | 捕手     | 捕手     | 一塁  | 一塁  | 一塁  | 一塁  | 一塁  | 一塁     | 外野  | 外野  | 外野  | 外野  | 外野  | 外野     |
| 年 度 | 球 団    | 試 合 | 刺 殺 | 補 殺 | 失 策 | 併 殺 | 捕 逸 | 守 備 率 | 企 図 数 | 許 盗 塁 | 盗 塁 刺 | 阻 止 率 | 試 合 | 刺 殺 | 補 殺 | 失 策 | 併 殺 | 守 備 率 | 試 合 | 刺 殺 | 補 殺 | 失 策 | 併 殺 | 守 備 率 |
| ----- | -------- | ----- | ----- | ----- | ----- | ----- | ----- | -------- | -------- | -------- | -------- | -------- | ----- | ----- | ----- | ----- | ----- | -------- | ----- | ----- | ----- | ----- | ----- | -------- |
| 1991  | ヤクルト | 1     | 1     | 0     | 0     | 0     | 0     | 1.000    | 1        | 1        | 0        | .000     | -     | -     | -     | -     | -     | -        | -     | -     | -     | -     | -     | -        |
| 1994  | ヤクルト | 61    | 316   | 27    | 0     | 2     | 5     | 1.000    | 28       | 17       | 11       | .393     | -     | -     | -     | -     | -     | -        | -     | -     | -     | -     | -     | -        |
| 1995  | ヤクルト | 14    | 14    | 0     | 0     | 0     | 1     | 1.000    | 4        | 4        | 0        | .000     | -     | -     | -     | -     | -     | -        | -     | -     | -     | -     | -     | -        |
| 1996  | ヤクルト | 10    | 53    | 3     | 0     | 0     | 2     | 1.000    | 10       | 9        | 1        | .100     | -     | -     | -     | -     | -     | -        | -     | -     | -     | -     | -     | -        |
| 1997  | ヤクルト | 4     | 9     | 1     | 1     | 0     | 0     | .909     | 1        | 0        | 1        | 1.000    | 1     | 1     | 0     | 0     | 0     | 1.000    | 3     | 1     | 0     | 0     | 0     | 1.000    |
| 1998  | 日本ハム | 107   | 488   | 49    | 4     | 9     | 8     | .993     | 57       | 33       | 24       | .421     | -     | -     | -     | -     | -     | -        | -     | -     | -     | -     | -     | -        |
| 1999  | 日本ハム | 129   | 687   | 62    | 5     | 10    | 6     | .993     | 80       | 56       | 24       | .300     | -     | -     | -     | -     | -     | -        | -     | -     | -     | -     | -     | -        |
| 2000  | 日本ハム | 134   | 817   | 64    | 5     | 11    | 7     | .994     | 78       | 45       | 33       | .423     | -     | -     | -     | -     | -     | -        | -     | -     | -     | -     | -     | -        |
| 2001  | 日本ハム | 91    | 509   | 37    | 1     | 4     | 2     | .998     | 45       | 30       | 15       | .333     | -     | -     | -     | -     | -     | -        | 2     | 3     | 0     | 0     | 0     | 1.000    |
| 2002  | 日本ハム | 91    | 525   | 31    | 2     | 4     | 1     | .996     | 51       | 42       | 9        | .176     | -     | -     | -     | -     | -     | -        | 11    | 15    | 0     | 0     | 0     | 1.000    |
| 2003  | 阪神     | 47    | 217   | 8     | 1     | 0     | 1     | .996     | 23       | 20       | 3        | .130     | 4     | 3     | 0     | 0     | 1     | 1.000    | 6     | 3     | 0     | 0     | 0     | 1.000    |
| 2004  | 阪神     | 9     | 35    | 1     | 0     | 0     | 2     | 1.000    | 0        | 0        | 0        | -        | 6     | 3     | 1     | 1     | 0     | .800     | 3     | 0     | 0     | 0     | 0     | -        |
| 2005  | 阪神     | 18    | 101   | 3     | 0     | 0     | 1     | 1.000    | 6        | 5        | 1        | .167     | -     | -     | -     | -     | -     | -        | -     | -     | -     | -     | -     | -        |
| 2006  | 阪神     | 15    | 56    | 2     | 0     | 1     | 1     | 1.000    | 5        | 4        | 1        | .200     | -     | -     | -     | -     | -     | -        | -     | -     | -     | -     | -     | -        |
| 2007  | 阪神     | 33    | 234   | 11    | 0     | 1     | 4     | 1.000    | 19       | 15       | 4        | .211     | -     | -     | -     | -     | -     | -        | -     | -     | -     | -     | -     | -        |
| 2008  | 阪神     | 55    | 274   | 23    | 4     | 3     | 4     | .987     | 27       | 17       | 10       | .370     | -     | -     | -     | -     | -     | -        | -     | -     | -     | -     | -     | -        |
| 2009  | 横浜     | 17    | 81    | 2     | 1     | 0     | 2     | .988     | 12       | 0        | 0        | .000     | -     | -     | -     | -     | -     | -        | -     | -     | -     | -     | -     | -        |
| 通算  | 通算     | 836   | 4417  | 324   | 24    | 45    | 47    | .995     | 447      | 298      | 137      | .306     | 11    | 7     | 1     | 1     | 1     | .889     | 25    | 22    | 0     | 0     | 0     | 1.000    |

- 各年度の太字はリーグ最高

### 表彰
- JA全農Go・Go賞：1回 （好走塁賞：2000年4月）

### 記録
初記録
- 初出場：1991年10月13日、対中日ドラゴンズ26回戦（明治神宮野球場）、8回表より捕手として出場
- 初先発出場：1994年4月15日、対読売ジャイアンツ1回戦（東京ドーム）、8番・捕手として先発出場
- 初打席：同上、3回表に斎藤雅樹の前に三振
- 初安打：1994年4月16日、対読売ジャイアンツ2回戦（東京ドーム）、3回表に香田勲男から中前安打
- 初打点：1994年4月19日、対横浜ベイスターズ1回戦（明治神宮野球場）、6回裏に野村弘樹から適時二塁打
- 初本塁打：1995年6月28日、対中日ドラゴンズ11回戦（ナゴヤ球場）、9回表にキク山田から満塁

その他の記録
- リーグ最多三塁打：1回 （2000年）
- リーグ得点圏打率1位：1回 （2000年）
- オールスターゲーム出場：2回 （1998年、2000年）

### 背番号
- 67 （1990年 - 1994年）
- 38 （1995年 - 1996年）
- 28 （1997年 - 1998年途中）
- 54 （1998年途中 - 2002年）
- 27 （2003年 - 2004年）
- 2 （2005年 - 2008年）
- 5 （2009年 - 2010年）
- 80 （2017年）
- 90 （2018年）